# Tào Chính
Tào Chính (曹正) là một nhân vật trong Thủy hử của Thi Nại Am, sao chiếu mệnh ứng với Địa Cơ Tinh.
Tào Chính người phủ Khai Phong, vốn là học trò của Lâm Xung ở Đông Kinh. Sau khi kinh doanh thất bại, ông làm nghề mổ lợn và mở hàng ăn ở Sơn Đông cùng vợ. Một ngày nọ, Dương Chí sau khi bị quân Lương Sơn cướp Sinh Thần Cương ghé vào quán ăn của Tào Chính, chán nản, đập phá và không trả tiền. Hai bên so tài nhiều hiệp cho tới khi Tào Chính nhận ra Dương Chí và tiếp đón. Trong Thủy Hử viết: "Nguyên nhà tôi ngày xưa chuyên nghiệp đồ tể, sau tôi cũng thiện nghệ về mặt sát sinh, nên ai cũng gọi tôi là Thao Đao Quỷ". Tào Chính sau đó chỉ đường cho Dương Chí cướp chùa Bảo Châu và trốn núi Nhị Long Sơn. Trên đường chuẩn bị đi thì gặp Hoa Hòa thượng Lỗ Trí Thâm cũng tới quán, các bên tỉ thí rồi kết nghĩa huynh đệ. 

## Gia nhập Lương Sơn Bạc
Nhóm Tào Chính, Dương Chí giả dạng bắt được tướng cướp Lỗ Trí Thâm và giao nạp cho băng đảng chùa Bảo Châu. Tới nơi, 3 người cùng lâu la xông lên diệt đám băng đảng, cướp chùa Bảo Châu và chiêu nạp hảo hán. Sau đó, nơi đây có thêm Võ Tòng, Thi Ân, Trương Thanh, Tôn Nhị Nương.
Sau khi Tống Giang đích thân tới núi Nhị Long giúp các thủ lĩnh đánh bại quan quân triều đình, ông và tất cả cùng lên Lương Sơn Bạc. Tại đây, ông ngồi ghế 81 ứng với sao Địa Cơ Tinh, phụ trách việc giết mổ trâu bò lợn tại Lương Sơn Bạc
Tào Chính chết trận vì bị trúng tên độc khi quân Lương Sơn đụng độ quân Phương Lạp ở thành Tuyên Châu.

## Trong Đãng Khấu Chí
Tại hồi 58, Vân Thiên Bưu cử Lý Thành đến trại Tống Giang kiêu chiến. Tống Giang cử Tào Chính và Lý Trung ra đánh, mật kế giả thua để nhử Lý Thành vào trại bắt sống. Nào ngờ cả 2 mê đánh mà quên kế hoạch, Tào Chính bị Lý Thành quật cho một thương trúng yết hầu mà chết lăn dưới ngựa. Lý Trung bị bắt sống.